# Traunstein
Traunstein település Németországban, azon belül Bajorországban. Lakosainak száma 21 551 fő (2023. december 31.). Traunstein Waging am See, Wonneberg, Surberg, Siegsdorf, Vachendorf, Grabenstätt, Chieming, Nußdorf és Traunreut községekkel határos.

## Népesség
A település népessége az elmúlt években az alábbi módon változott:
| Lakosok száma | 3972 | 14 611 | 14 088 | 17 349 | 18 785 | 19 365 | 19 983 | 20 172 | 20 868 | 21 551 |
|               | 1875 | 1950   | 1975   | 1987   | 2012   | 2014   | 2016   | 2017   | 2021   | 2023   |

## Fekvése
A Salzburg-München közötti B 304-es út és a Traun folyó mellett fekvő település.

## Története

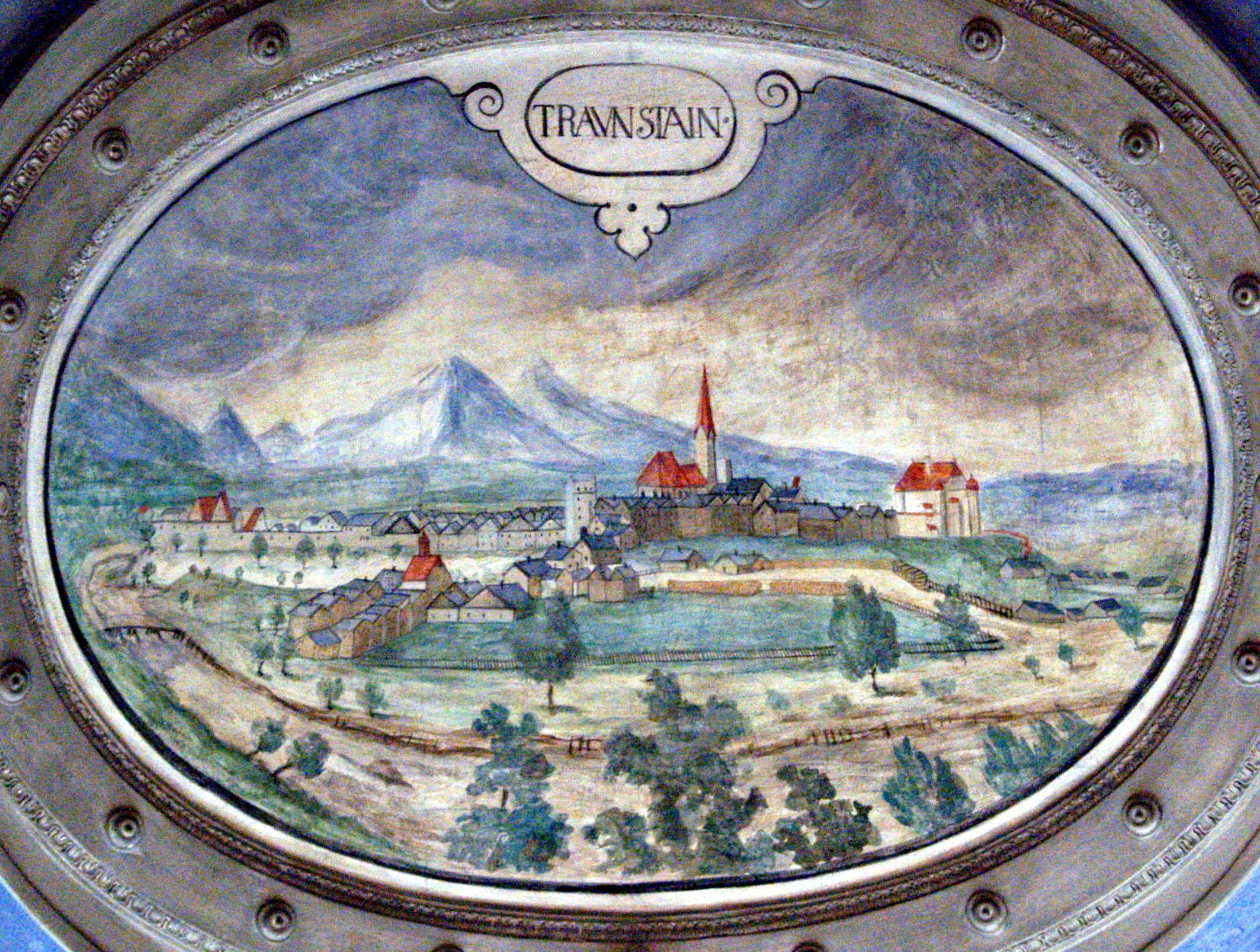

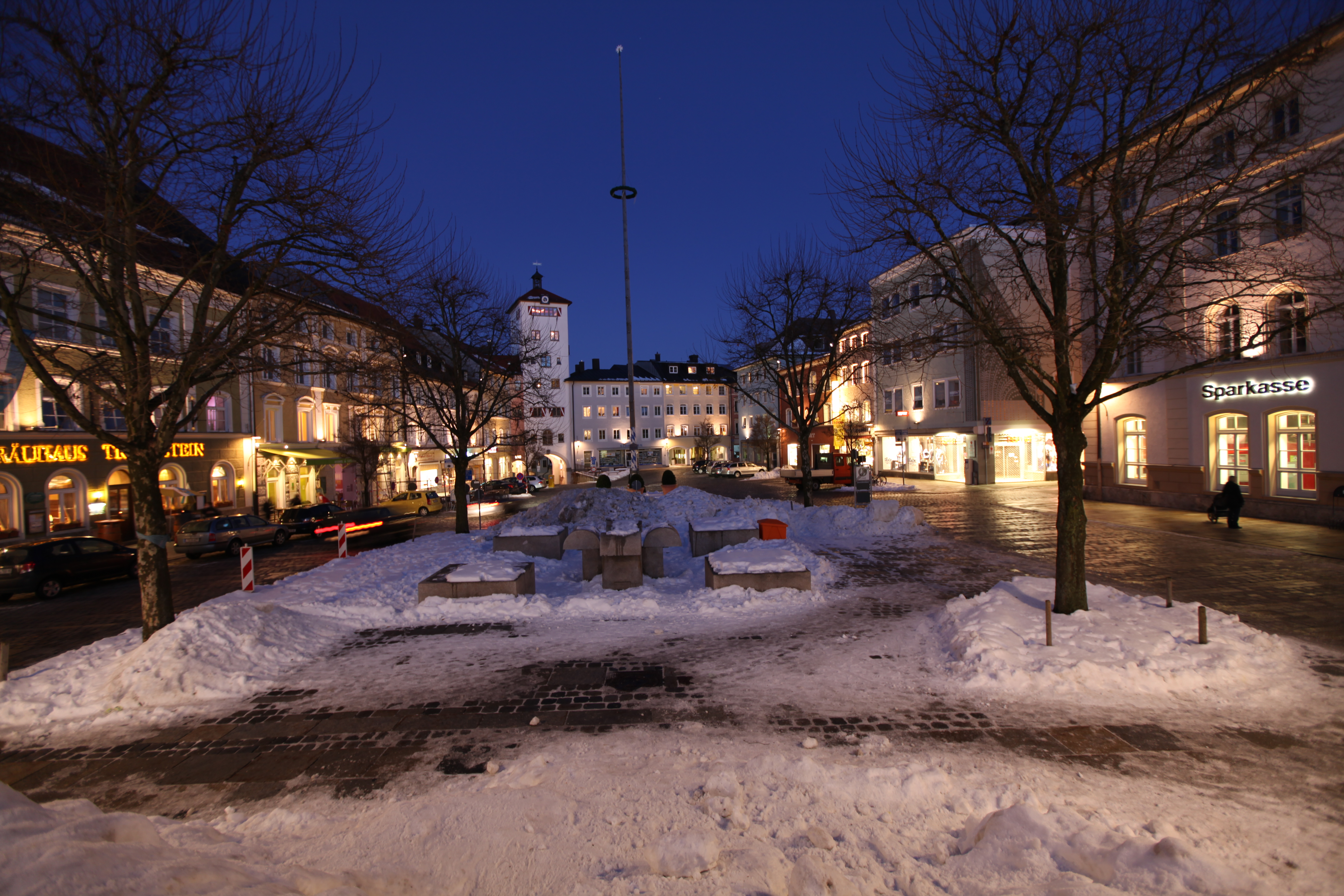

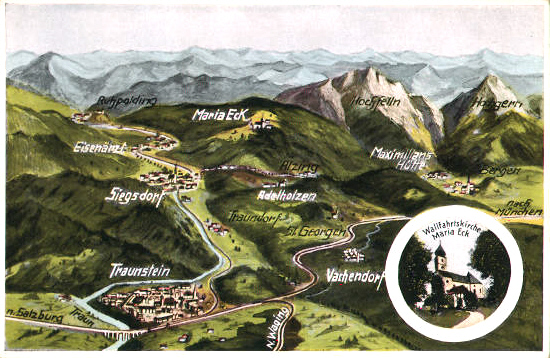

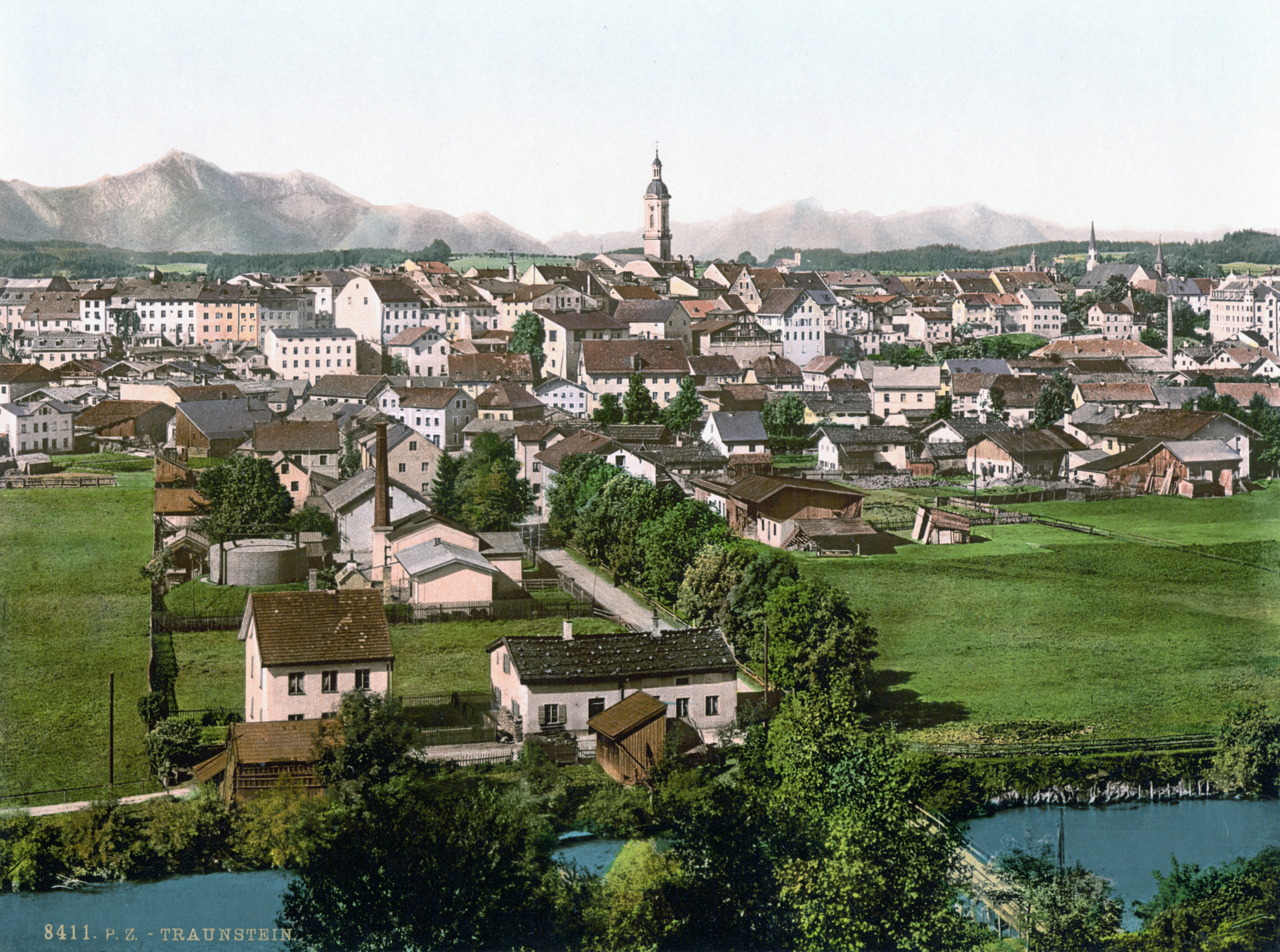

Traunstein már a rómaiak idején is lakott hely volt, fontos hadiút mellett épült ki.
1275-ig a salzburgi hercegség része volt; a települést a sóbányászat és a sókereskedelem tette gazdag várossá. A városnak az 1704 évi, majd az 1851 évi nagy tűzvészek miatt szinte minden régi építménye elpusztult. Azonban ennek ellenére a Traun által körülfolyt félszigeten és a közeli dombok és távolabbi hegyek karéjában fekvő városka így is festői látvány.
1844-től üdülőhelyként is ismert: az egykori kapucinus kolostor épületében ekkor rendezték be - a sótartalmú víz gyógyhatására építve az első szanatóriumot.

## Néphagyományok
Húsvét hétfőjén Traunsteinben régi hagyomány az úgynevezett Georgiritt: a Szent György-lovaglás, mely alkalommal lóháton vonulnak a zarándokok a város peremén levő Ettendorf falucska gótikusan meredek tetejű, barokkosított tornyú Szt. György-kápolnájához.

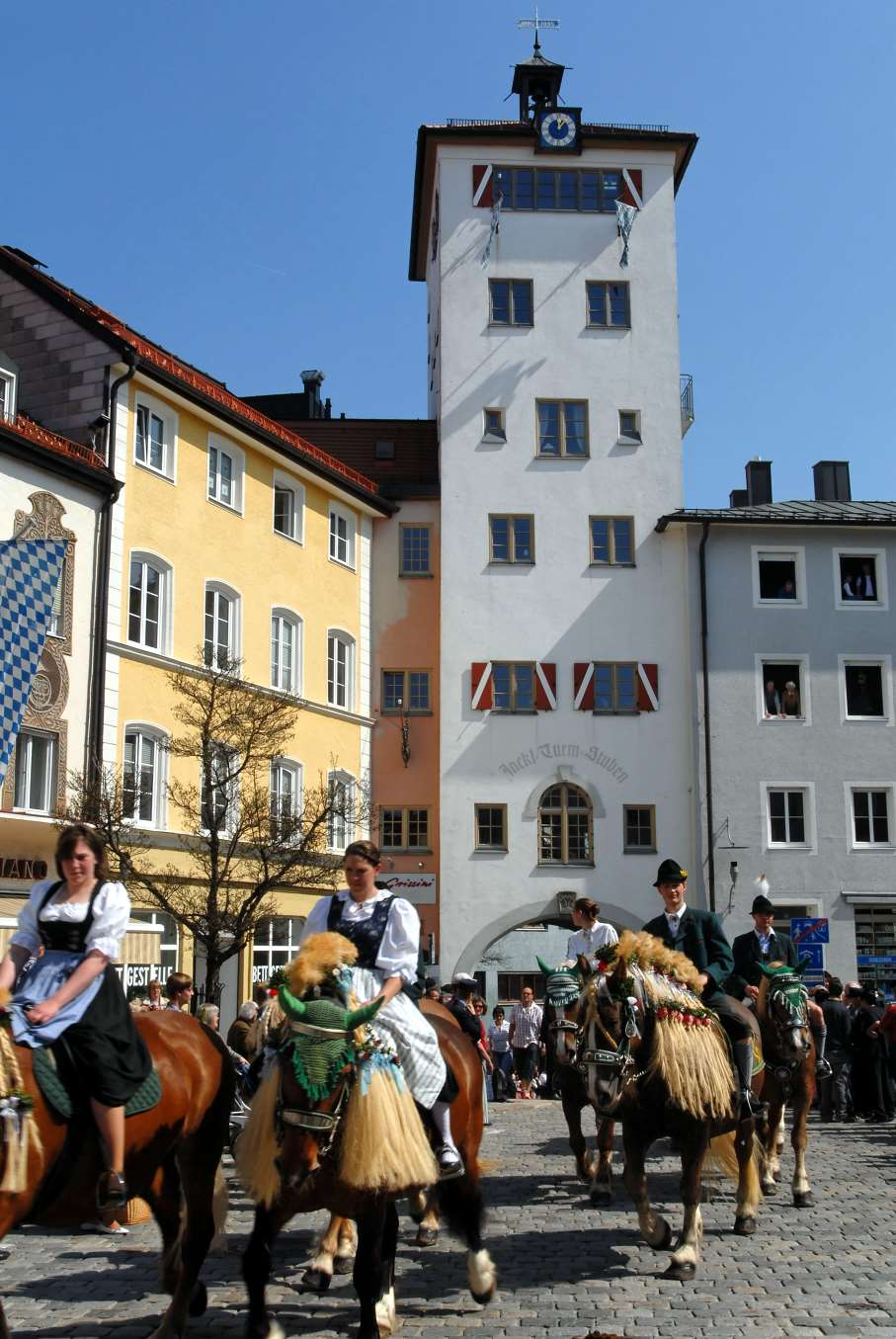
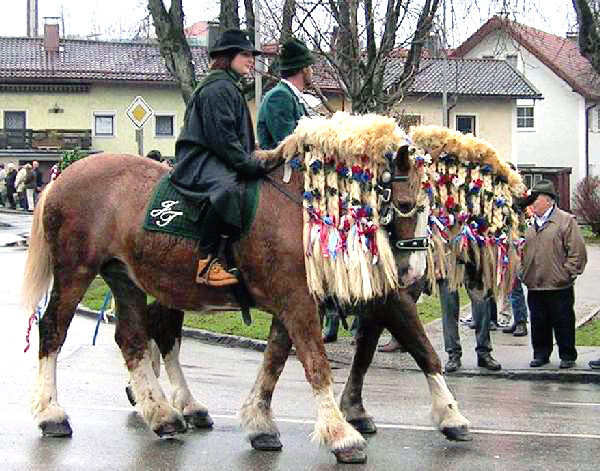
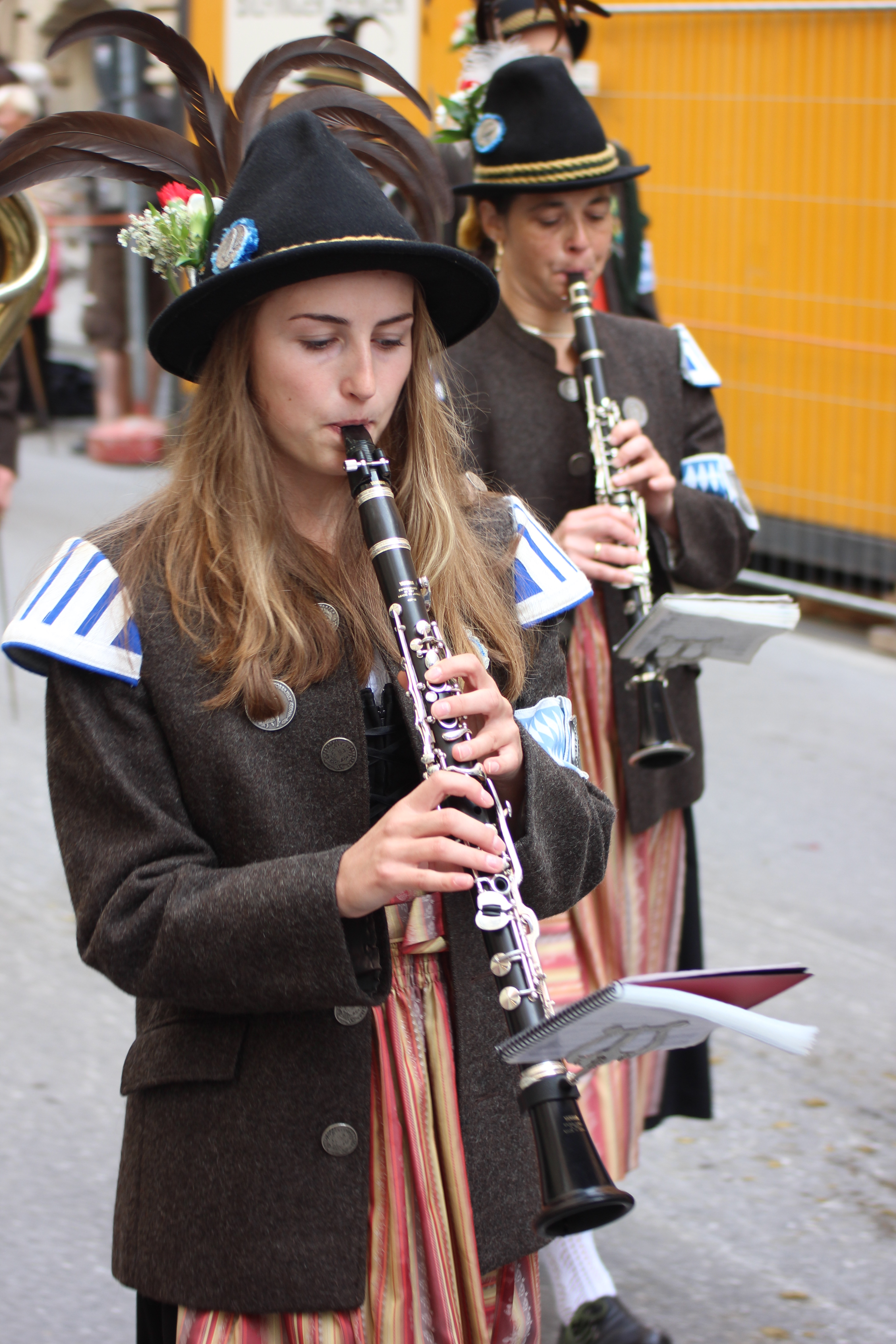
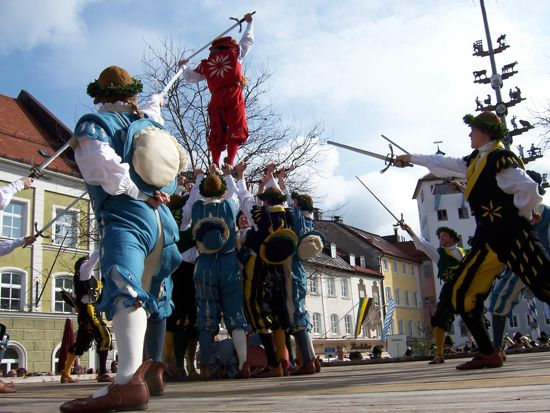
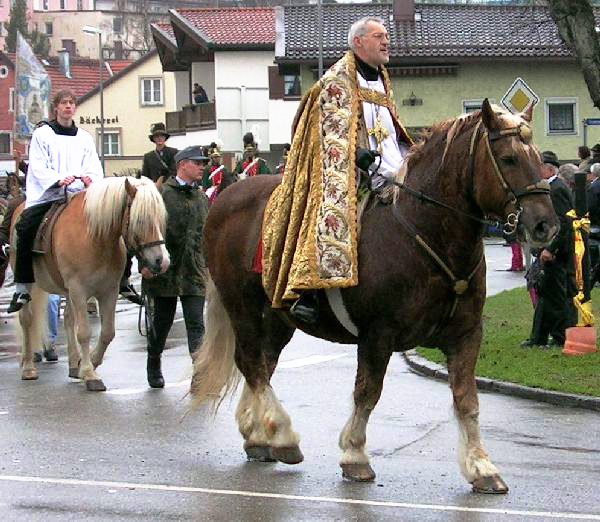

## Nevezetességek
- Szent Oszvald plébániatemplom  (Pfarrkirche St. Oswald) - a 17. században épült.
- Leonard-kút (Liendl-Brunnen): A nyolcszögletű márvány medence közepén karcsú oszlopon áll páncélban a névadó lovag kecses reneszánsz kőfigurája.
- Pék-torony (Brothausturm) - a Főtéren áll. Itt helyezték el a Chiem-tó (Ciemsee) környéki helytörténeti gyűjteményt (Chiemgau-Heimatmuseum).
- Kápolna (Salinenkapelle) - az egykori sóbánya fölött áll a terméskőből épült kora barokk kápolna. A tűzvészeket is túlélt épület régi alapja egy négyzetes toronyláb, amely köré 1630-ban kaputornyot és szentélyt építettek. Ekkor épült a nyolcszögletű kis torony is hasas kupolával. 17. századból származó belső freskóit  az 1928-as tatarozáskor fedezték fel.

## Galéria

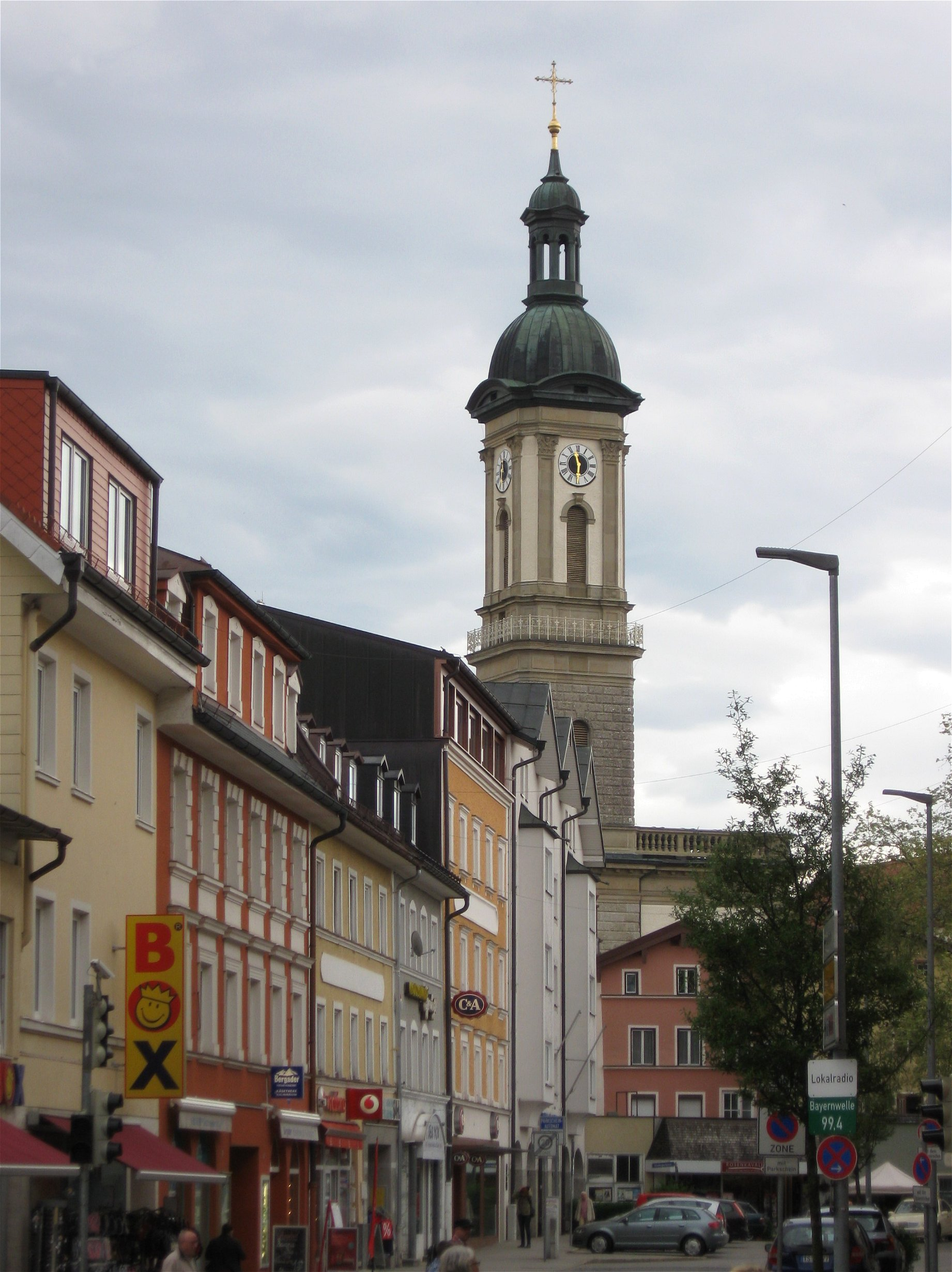
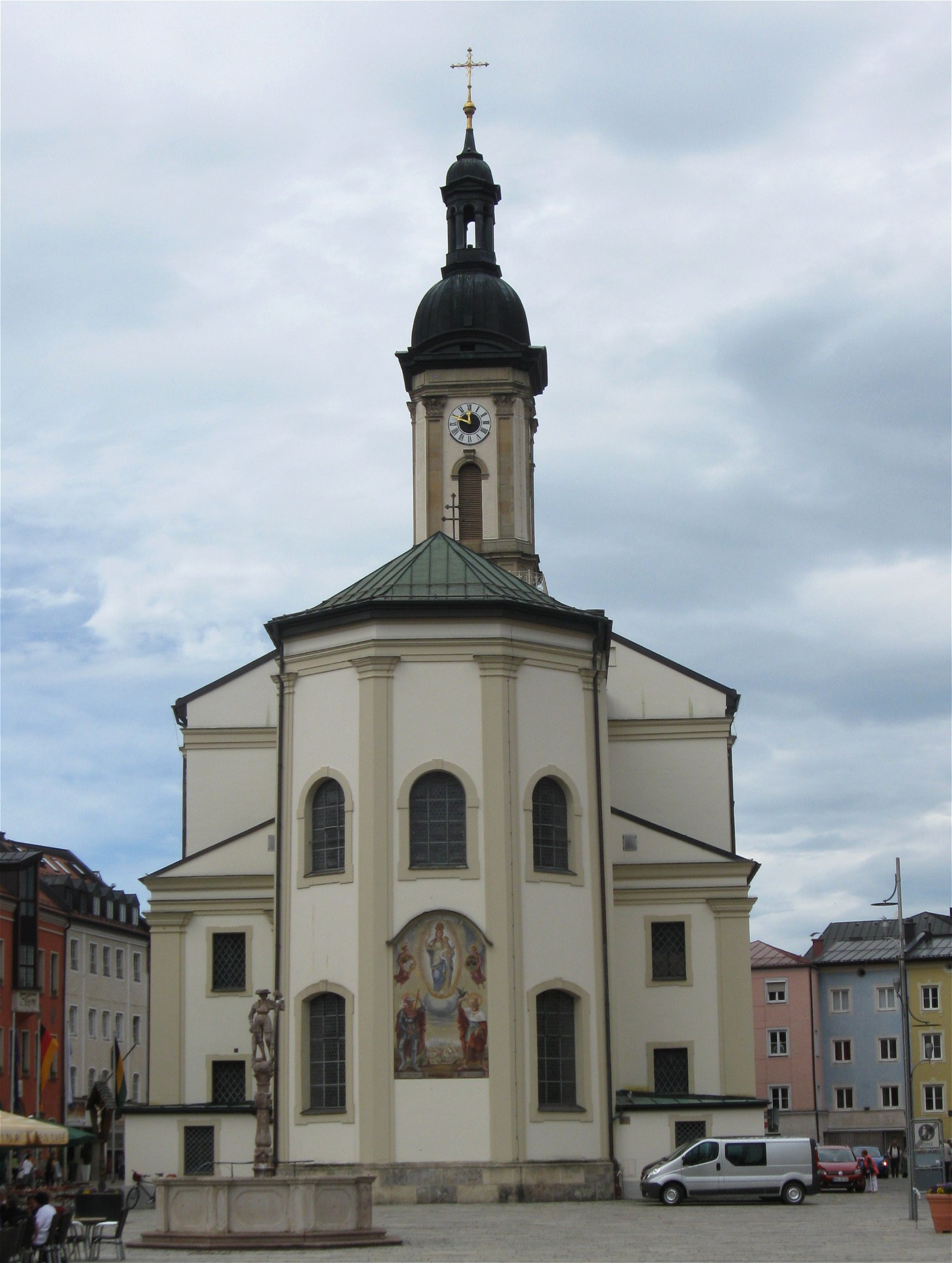
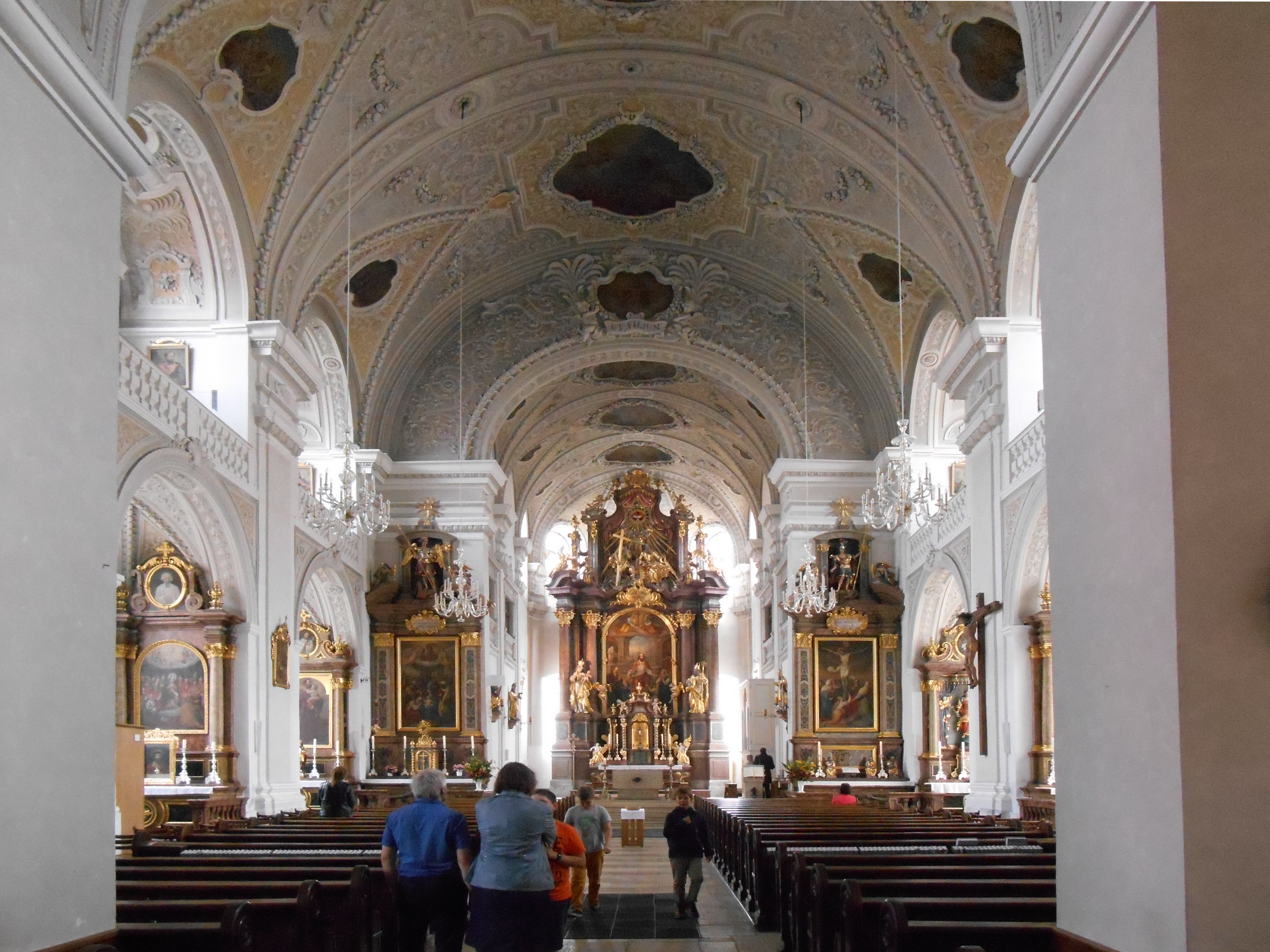
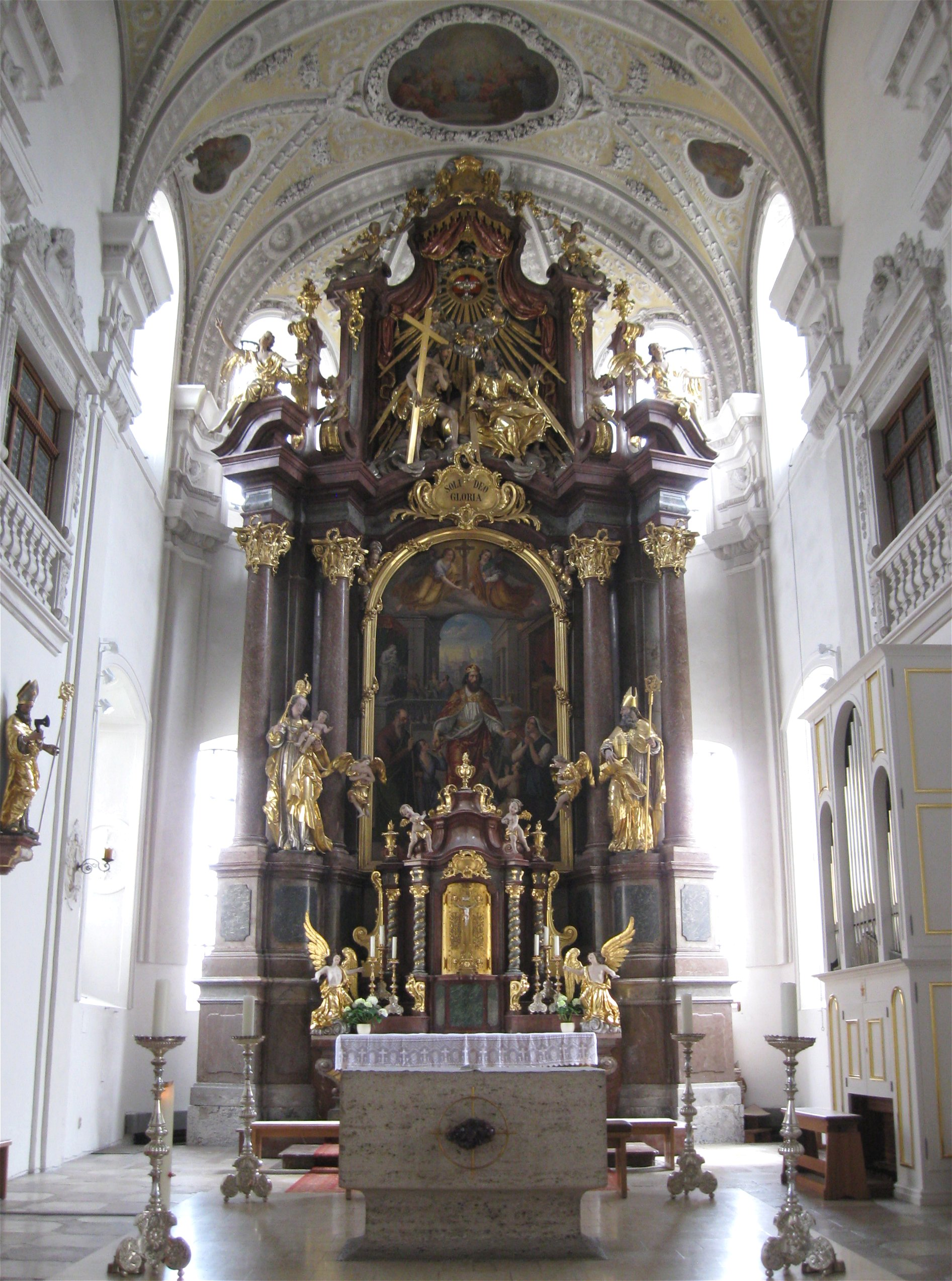
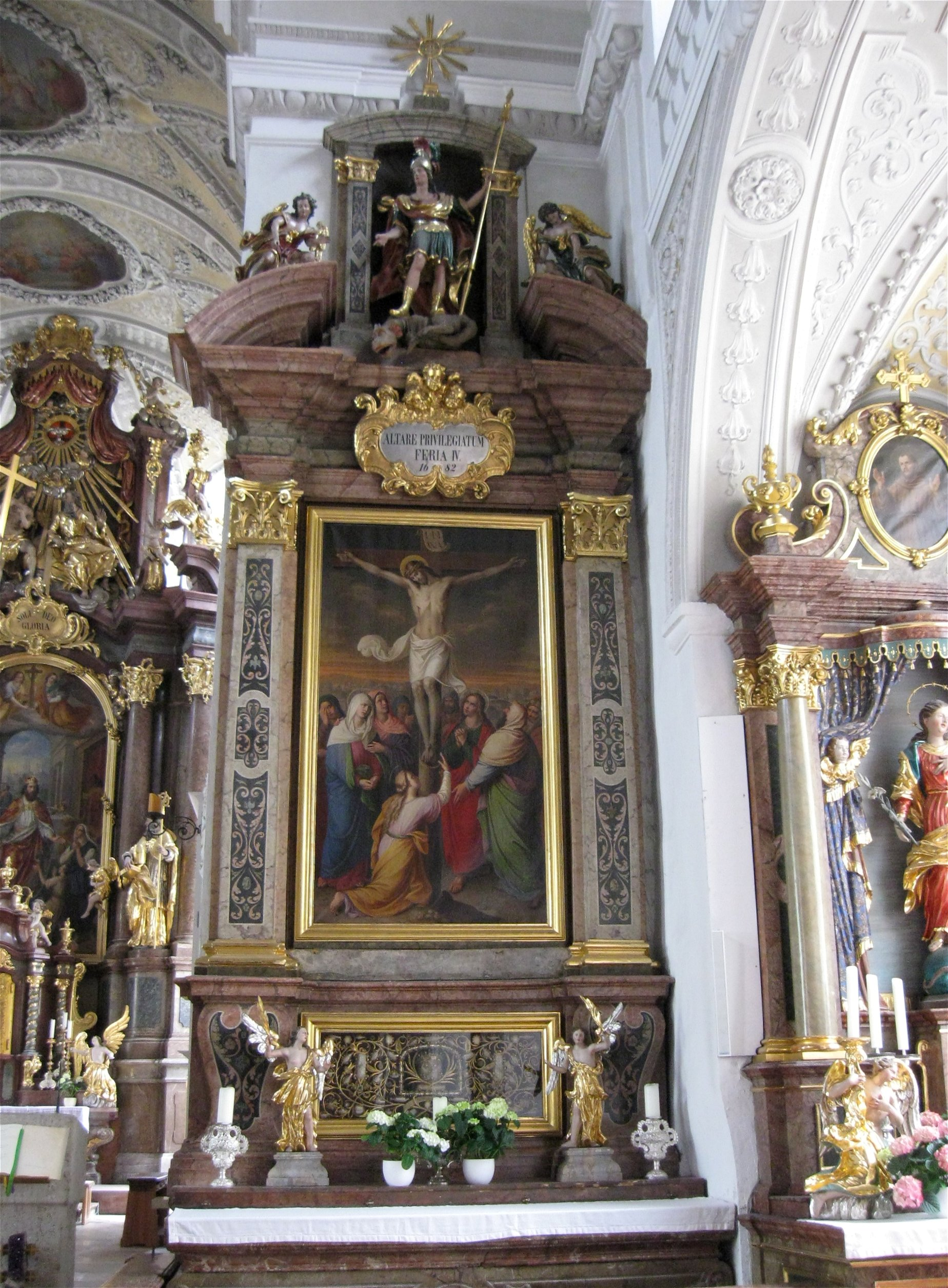
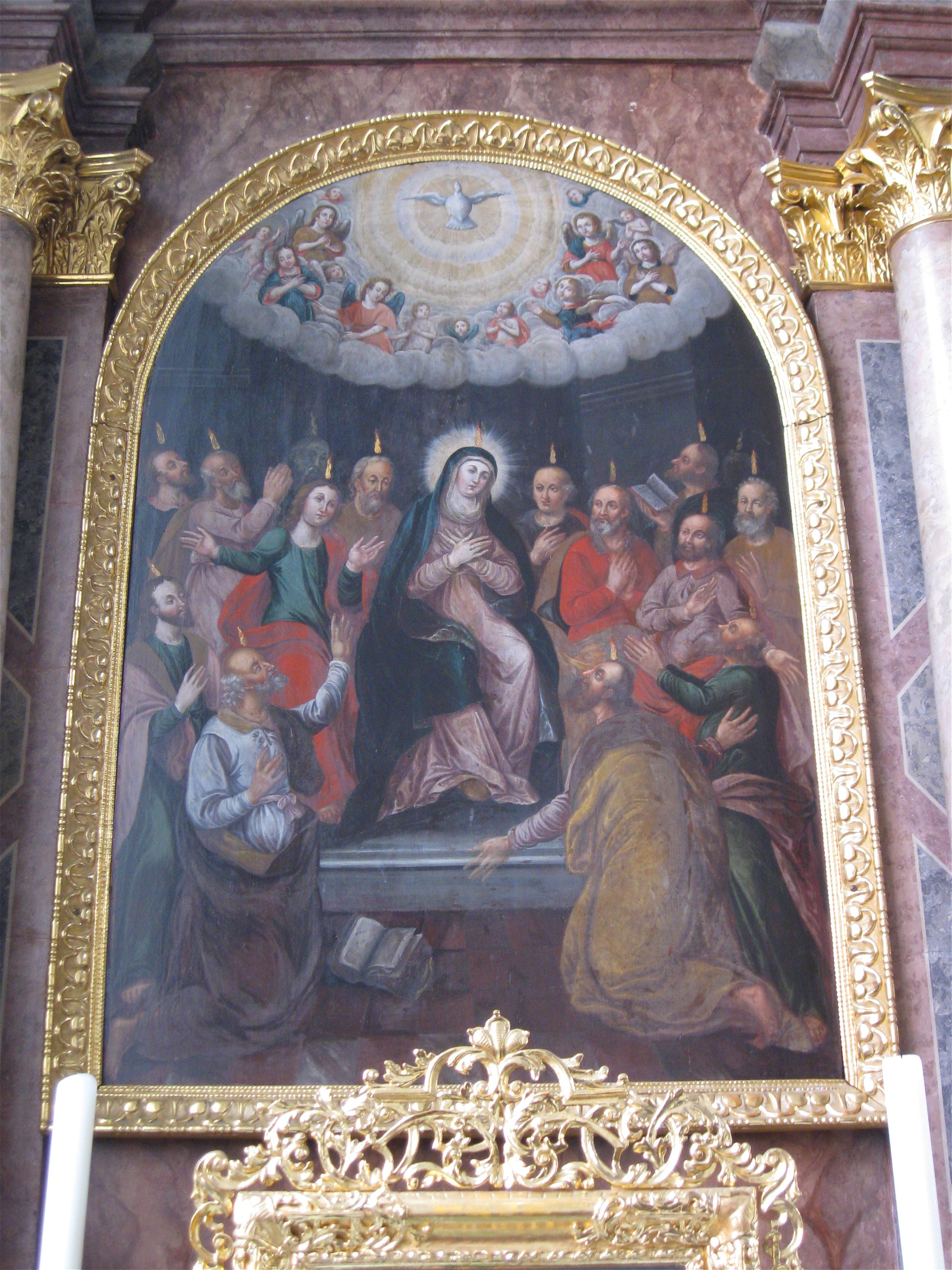
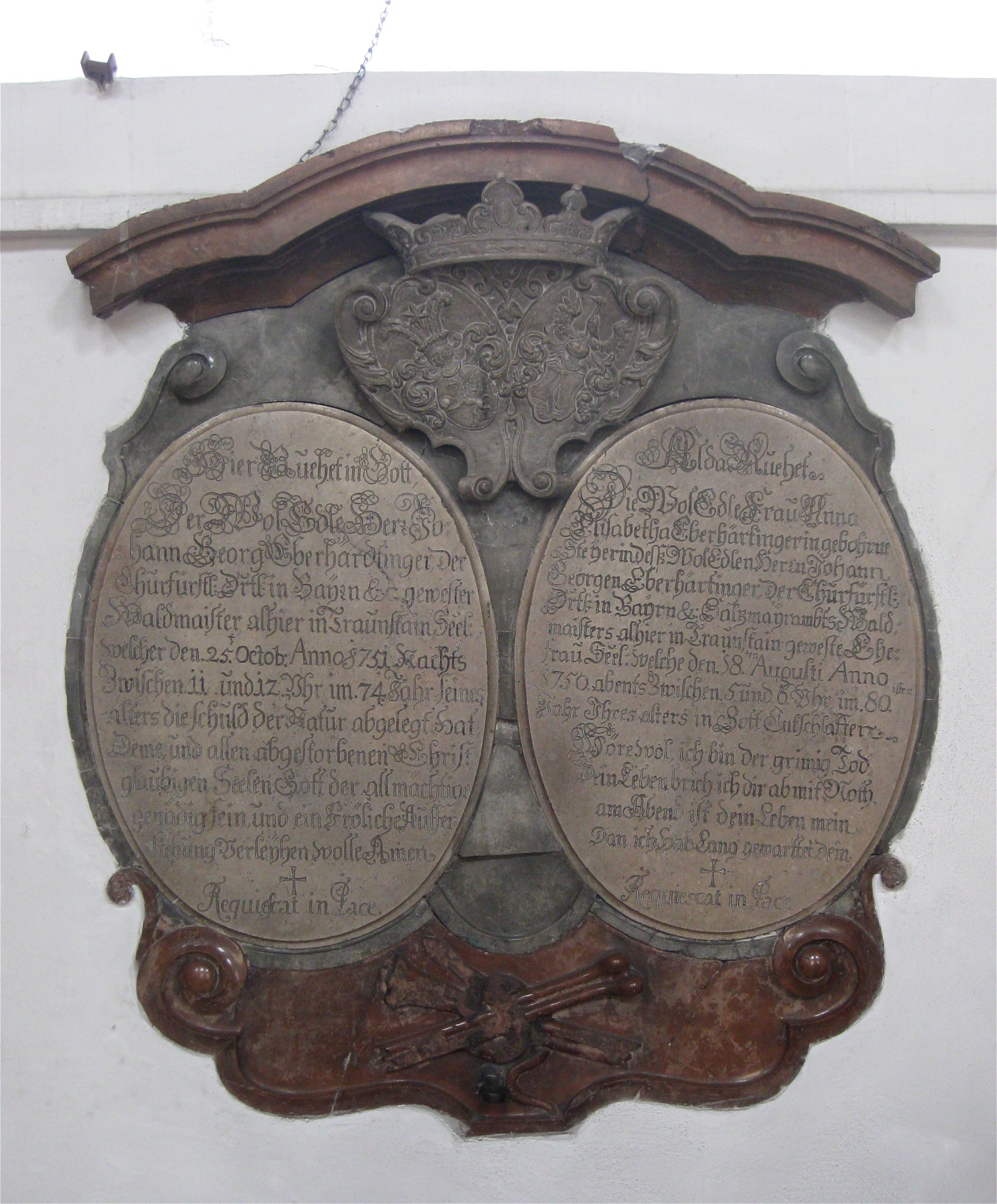
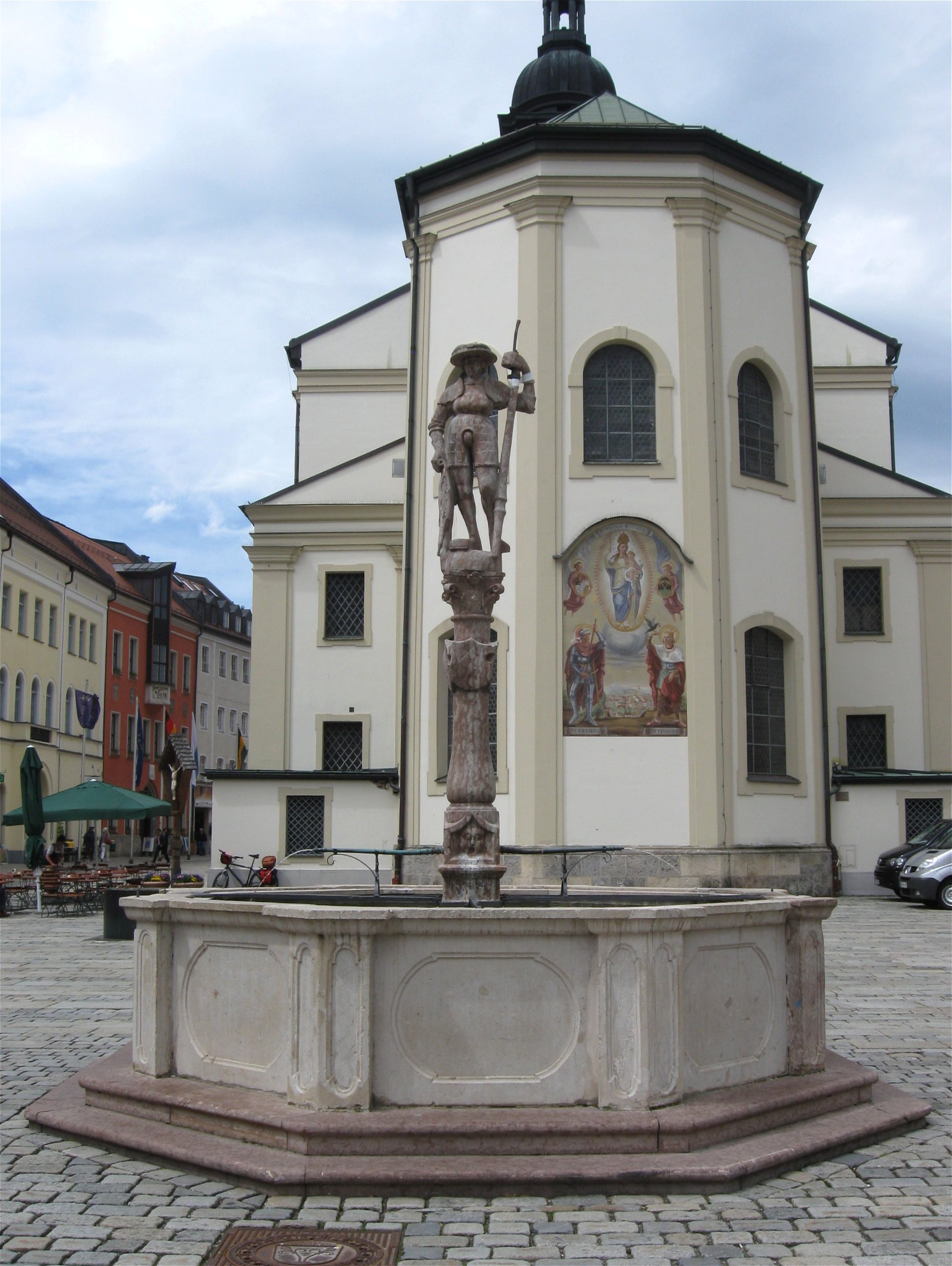
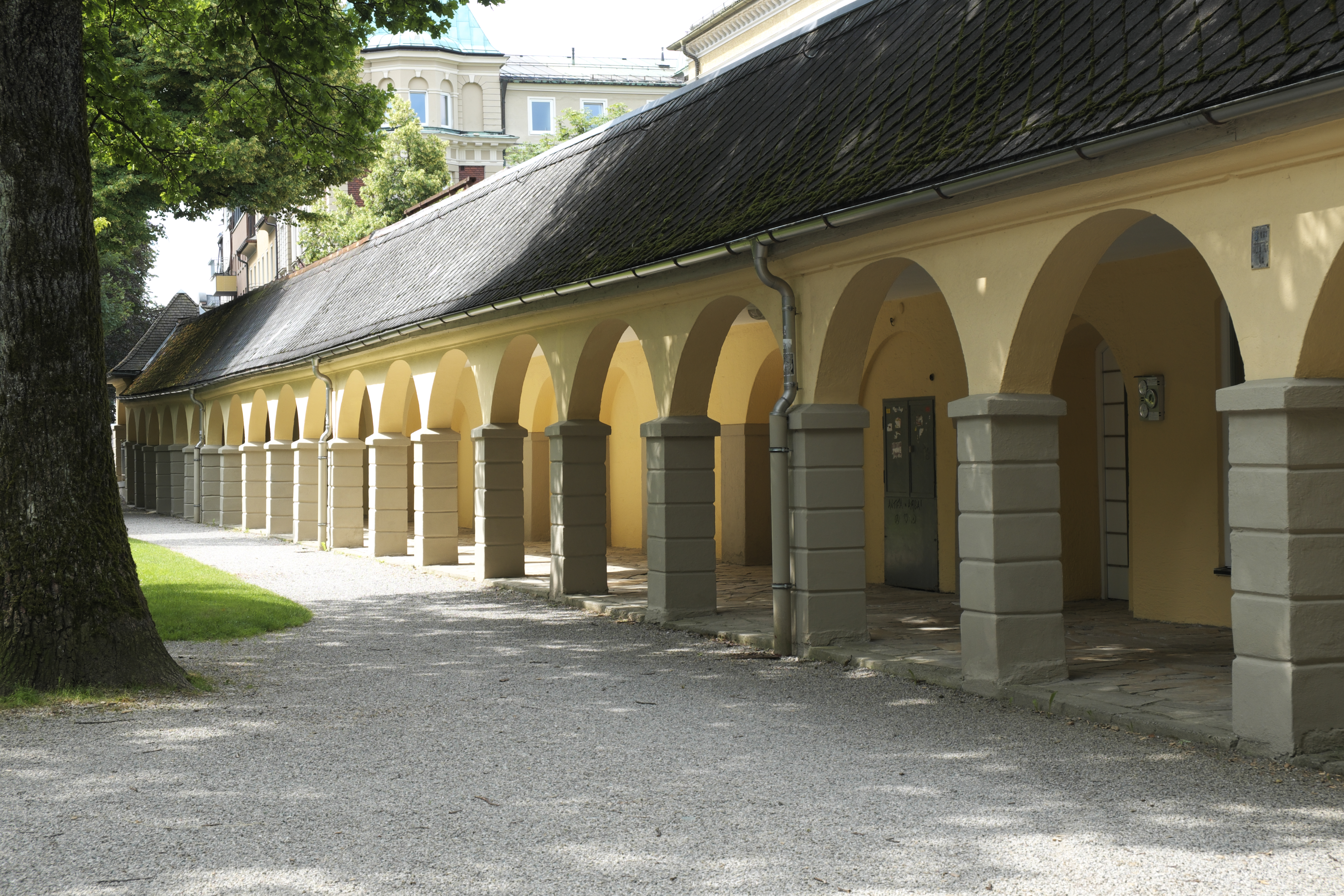
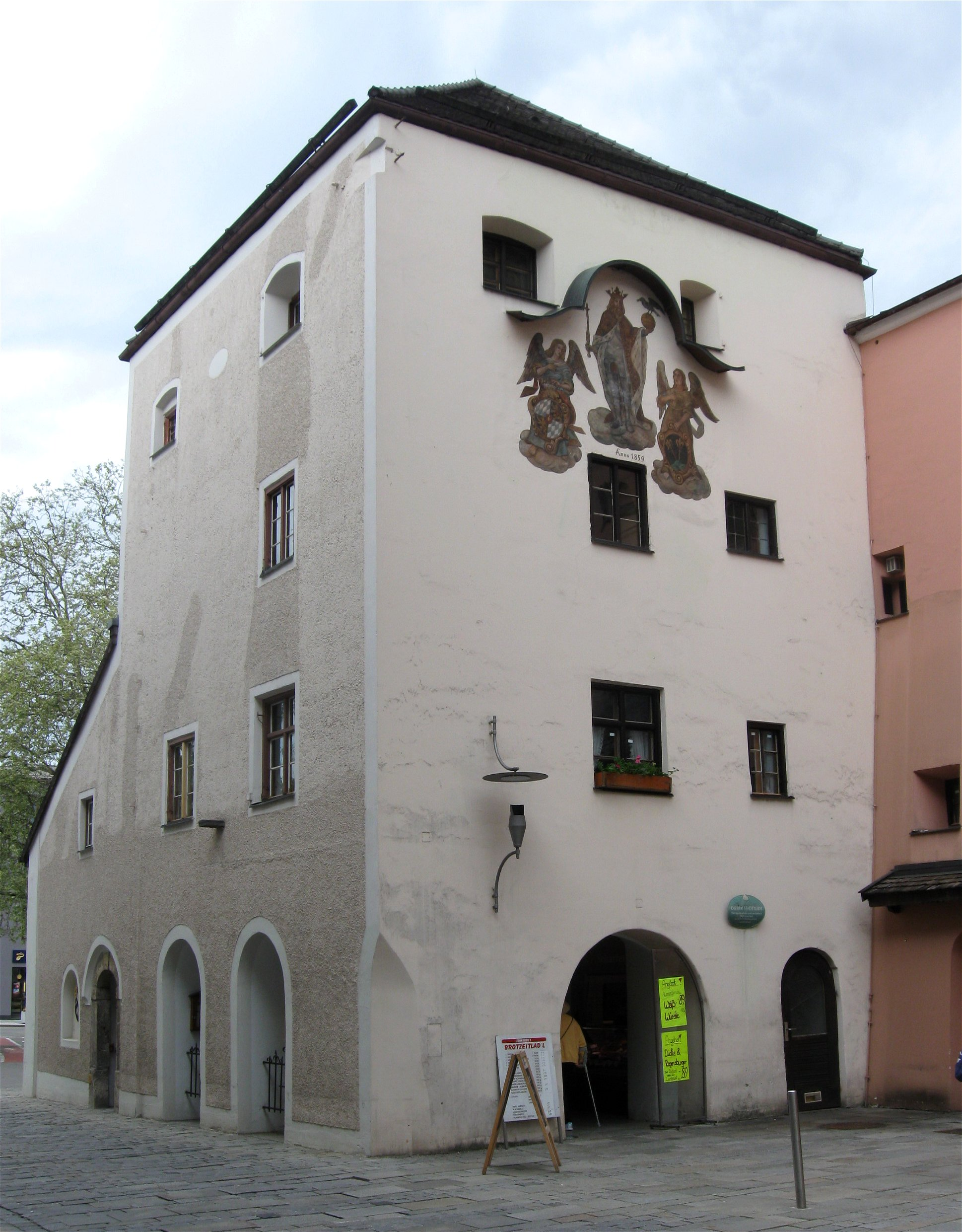
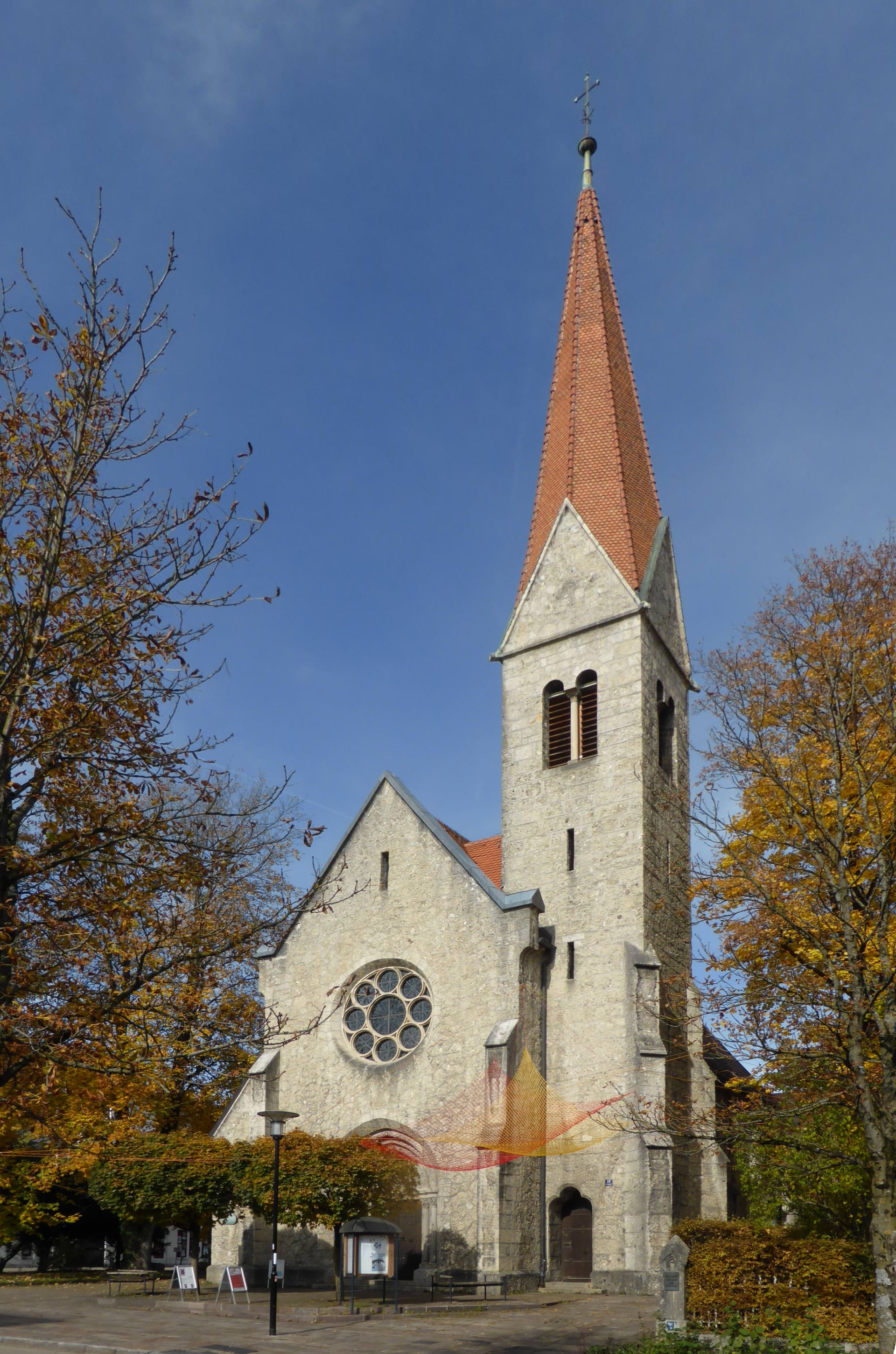
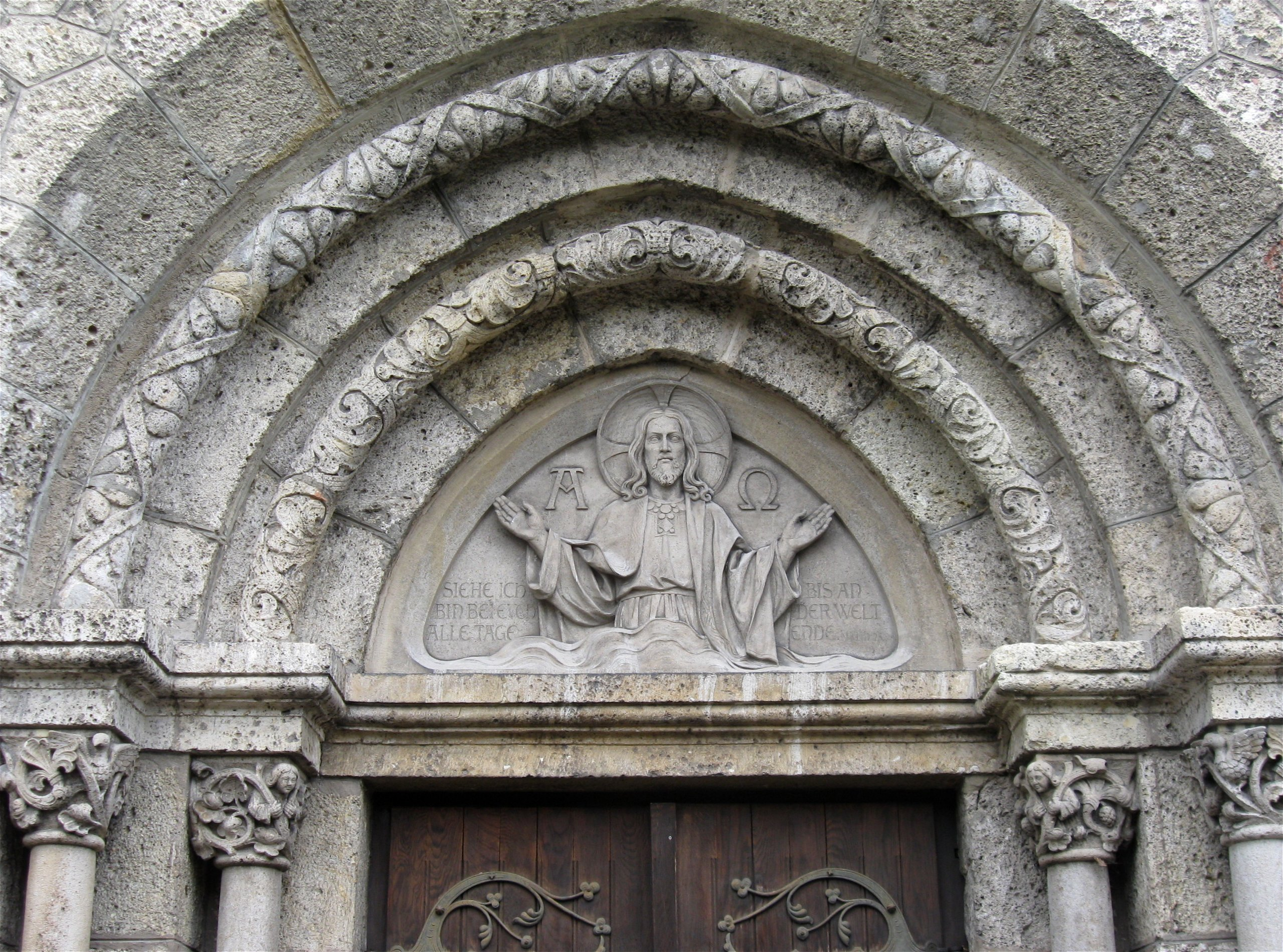
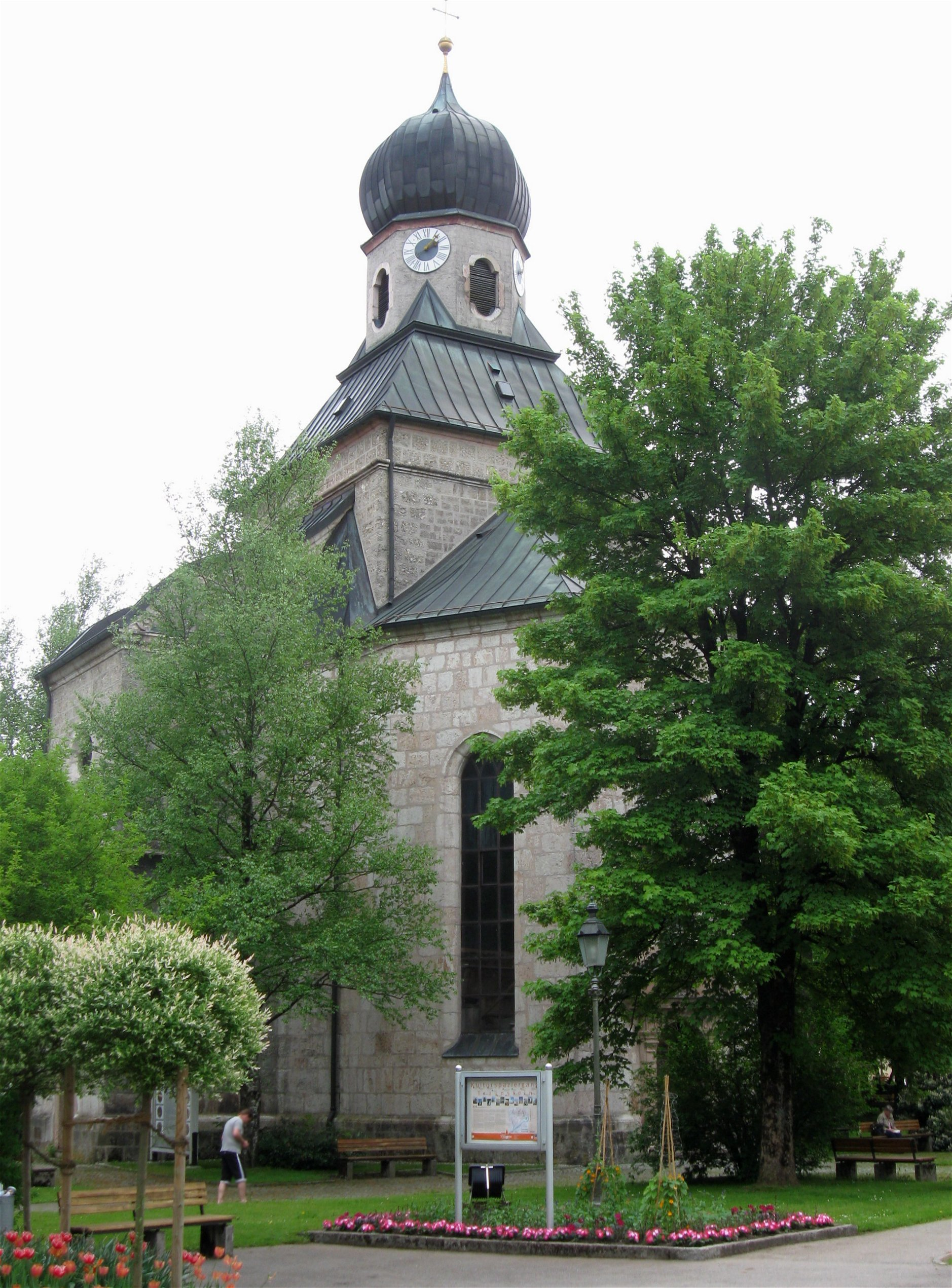
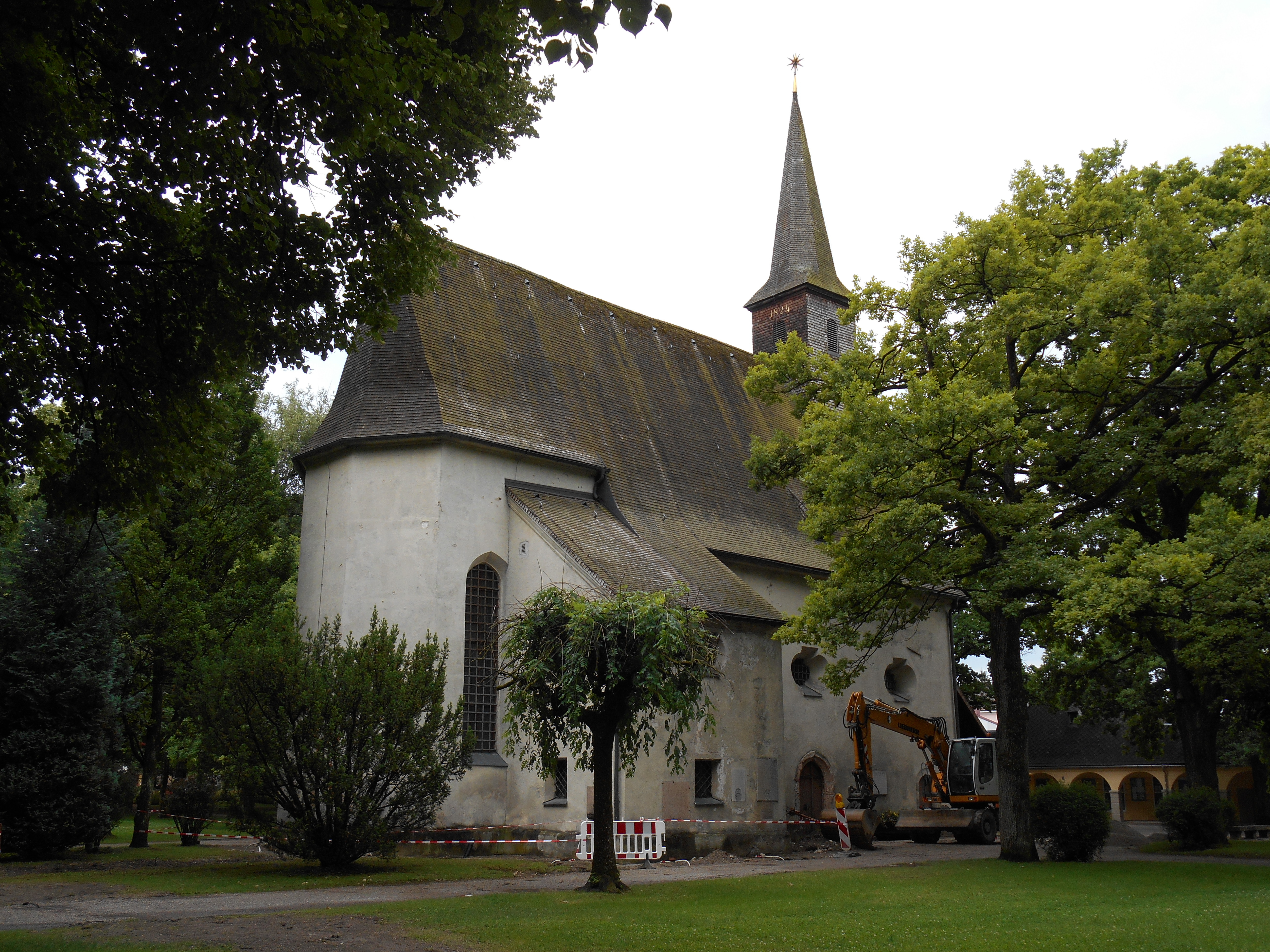
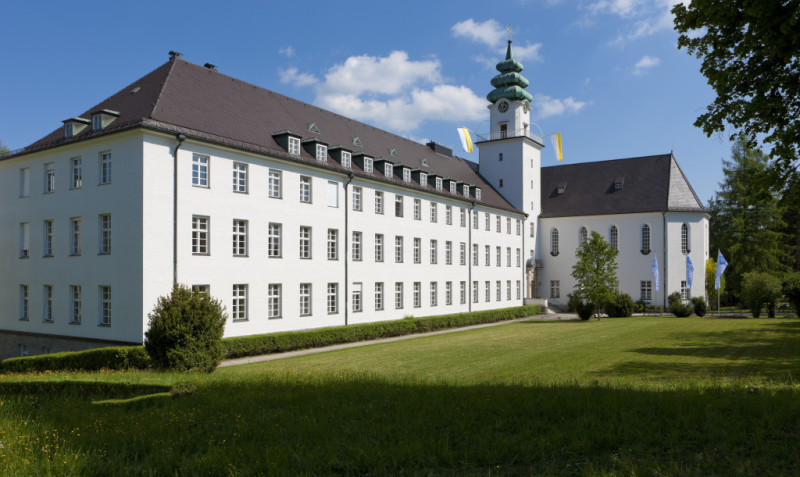
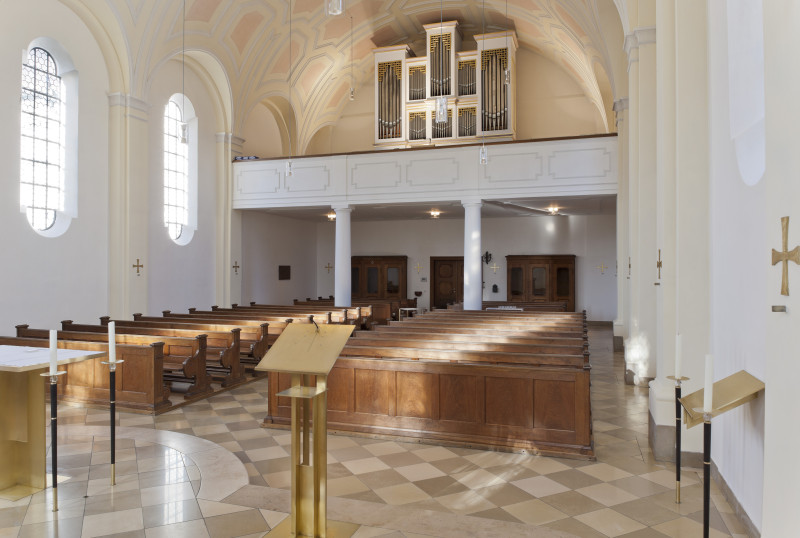